# عبد السلام كنعان
عبد السلام كنعان (19 مايو 1931 - 8 فبراير2014) سياسي أردني. شغل العديد من المناصب الوزارية خلال الثمنينات. وكان وزيراً للتنمية الإجتماعية في عام 1984 وشغل منصب وزير التموين ووزير الدولة لشؤون رئاسة الوزراء من عام 1988 إلى عام 1989. 

## مؤهلاته العلمية
- ماجستير في التربية من جامعة بول ستيت في الولايات المتحدة الاميركية. [2]